# Gorsko Novo Selo, Veliko Tărnovo
Gorsko Novo Selo (în bulgară Горско Ново Село) este un sat în comuna Zlatarița, regiunea Veliko Tărnovo,  Bulgaria. 

## Demografie
Componența etnică a satului Gorsko Novo Selo
     Turci (10,76%)
     Nicio identificare (10,21%)
     Bulgari (79,01%)
     Romi (0%)
La recensământul din 2011, populația satului Gorsko Novo Selo era de 548 locuitori. Din punct de vedere etnic, majoritatea locuitorilor (79,01%) erau bulgari, cu o minoritate de turci (10,76%). Pentru 10,21% din locuitori nu este cunoscută apartenența etnică.